# Jerrold Immel
Jerrold Immel, född 9 september 1936 i Los Angeles, Kalifornien, USA, är en amerikansk kompositör.
Jerrold Immel har bland annat komponerat vinjettmusiken till TV-serierna
- Familjen Macahan
- Dallas
- Walker Texas Ranger
- Hawaii Five-O
- Logans Run
- Knots Landing

## Utmärkelser
- 1987 - BMI TV Music Award för Dallas

Han har dessutom varit nominerad till Emmy Awards tre gånger; 1977, 1983 och 1989.